# طويقان غولدي
طويقان غولدي (الاسم العلمي:Selenidera gouldii) (بالإنجليزية: Gould's Toucanet)‏ هو نوع من الطيور يتبع جنس طويقان ثنائي اللون من الفصيلة الطوقانية.